# Tarnowiec (województwo zachodniopomorskie)
Tarnowiec (dawniej do 1945 niem. Neu Lüttenhagen) – niewielka wieś sołecka w Polsce w województwie zachodniopomorskim, w powiecie goleniowskim, w gminie Goleniów. Znajduje się na pagórkowatym terenie Równiny Nowogardzkiej, na skraju Puszczy Goleniowskiej, przy drodze Goleniów – Stargard, ok. 9 km na południowy zachód od Goleniowa.
Budynki pochodzą z końca XIX wieku oraz początków wieku XX. Zbudowano również wiele nowych domów. Wieś jest rozrzucona po obu stronach szosy, niektóre części leżą w dolinach. Wieś o charakterze rolniczym.
Pierwsza wzmianka o wsi pochodzi z XIX wieku, kiedy to znajdowało się tutaj ok. 10 gospodarstw. W 1928 zamieszkiwało tutaj ok. 55 osób. Po II wojnie światowej wieś nosiła nazwę Lubczewo, później Tarnowiec.
W latach 1975–1998 miejscowość położona była w województwie szczecińskim.